# 名將飛燕
名將飛燕（日语：メイショウハリオ），是日本現役純種競賽馬匹。目前主要勝場有2022年和2023年帝王賞、及2023年柏市紀念。

## 出賽前
2017年2月25日出生於北海道浦河町三嶋牧場，所有權歸於母系馬主松本好雄旗下。
其後交由栗東訓練中心練馬師岡田稻男訓練。

## 競賽生涯

### 3歲
2020年4月5日出戰阪神競馬場3歲未勝利戰，最終僅獲得第五。
緊接於4月18日繼續出戰3歲未勝利戰，採用後上戰術下於第三彎道開始爬升至前方位置，最終在直路成功爆發速度取得勝利。
其後主要出戰捷馬戰，最終僅獲一勝。

### 4歲
2021年大部份時間繼續以捷馬戰為目標，並於五場賽事中跑獲兩冠兩亞的優秀戰績。
11月7日出戰三級賽京都錦標，為其首次挑戰分級賽。比賽開始後，其保持於約莫第十的位置展開推進，於比賽途中一直維持穩定的節奏。進入直路後，其於所在位置突破馬群並瞬間衝出，成功取得領先後亦能堅守位置，最終以鼻位優勢壓贏大外檔加速的Lord Bless，取得首個分級賽冠軍。
其後挑戰一級賽日本冠軍盃，然而採用居中戰術下未能於直路發揮自身的末腳速度，最終僅跑獲第七。

### 5歲
2022年首戰為三月錦標，採取留後戰術下在進入直路後於外檔位置迅速衝出，轟出後600米36.5秒的優秀末腳速度下蠶食所有前方對手，最終以1/2馬位戰勝Kenshinko取得冠軍。
其後以平安錦標作為目標，賽前落後宏觀角度及Auvergne取得第三人氣。比賽開始後，其進佔中團位置穩步追走，雖然於直路於中檔表現出不俗的衝刺力，但最終仍然敗於宏觀角度及渾身勇氣取得第三。
6月29日前往大井競馬場出戰帝王賞，賽前評價稍落取得第五人氣。比賽開始後，其迅速搶佔位置並改變做法，採取先行戰術保持於約莫第四的位置，並於比賽途中一直緊盯前方的宏觀角度。進入直路後，其於內檔位置順利加速並突破阻擋，最終取得領先下繼續保持速度阻止後方來襲的中和魔匠，以頸位優勢率先衝線取得首個一級賽冠軍，亦為練馬師岡田稻男帶來首個一級賽優勝。
休養過後於秋季出戰日本育馬場盃經典賽，比賽途中一直維持於中團位置穩步推進，但進入直路後未能完全進入加速狀態，最終敗於宏觀角度、冠威、Peisha Es及Kurino Dragon取得第五。
12月29日出戰東京大賞典，比賽途中其選擇保持於中團外檔位置，通過對面直路後逐步發力並來到稍前的位置。進入直路後，其成功於馬群中央穿出並展開加速，但最終仍然不敵速度更凌厲的盈寶奇嶽及Notturno以第三完賽。

### 6歲
2023年首戰為二月錦標，比賽初段於出閘後因失去平衡向前傾斜而險將騎師濱中俊甩落，亦因如此其位置落於馬群最後方。調整過後其於逐步回復狀態並繼續保持於最後方位置等待時機，進入直路後於外檔位置猛烈追趕前方賽駒，可惜未能扭轉局面下敗於清爽口味及熱望以第三落敗。
5月4日以柏市紀念作為目標，賽前落後Shamal取得第二人氣。比賽開始後，由於其出閘狀況不算順利，因而無法搶佔位置下留守後方，並一直以緩慢的節奏行進。通過第三、四彎道時候，其開始抽出大外檔望空加速，於直路入口成功進入全速狀態下繼續衝刺，最終於最後關頭取得領先贏得冠軍。
6月28日乘勢出戰帝王賞，賽前繼續獲得第二人氣。比賽開始後，其採取居中戰術保持於第九左右的位置，於第三、四彎道時間再度抽出外檔準備加速。進入直路後，其於所在位置展開衝刺，最終轟出全長最佳末腳速度下成功壓制和其纏鬥的冠威及宏觀角度，以鼻位優勢險勝，成為日本史上首匹連霸此賽事的賽駒。

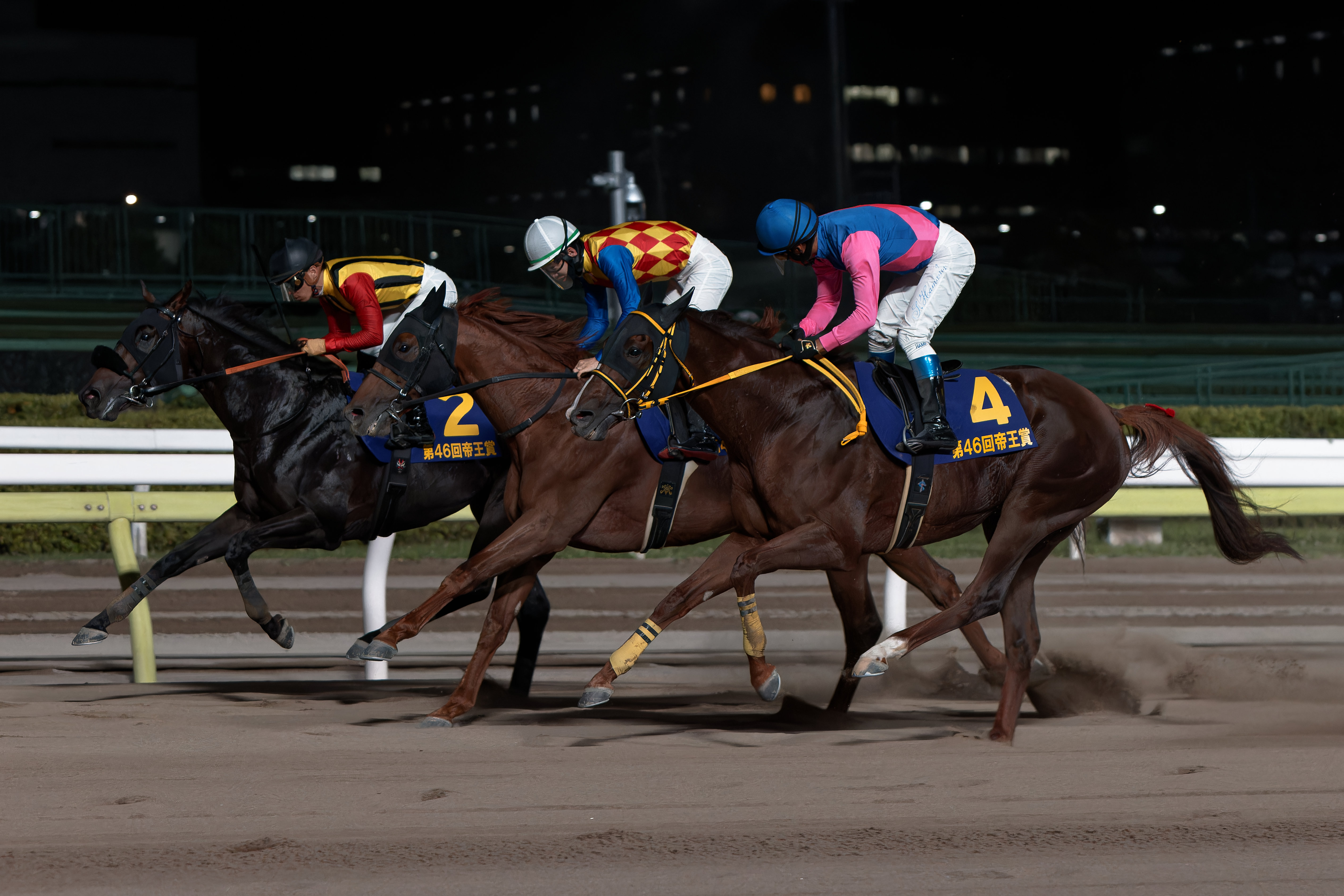
出戰帝王賞的名將飛燕（右一）

入秋後仍然保持較為穩定的表現，雖然未能奪得任何冠軍，但於仍然能於日本育馬場盃經典賽及日本冠軍盃中分別跑獲第四及第五。

### 7歲
2024年年初原定遠征沙特阿拉伯出戰沙特盃，然而抵達當地後進行快跳時表現出步態異常的跡象，最終陣營於2月22日接受當地獸醫的建議下安排其退賽。
回國休養後出戰6月的帝王賞，以史無前例的三連霸作為目標。比賽開始後，其選擇保持於中團位置，於對面直路稍為走出外疊，但仍然保持有這遮擋的姿態推進。通過最後彎道時，其嚮應騎師濱中的指示抽出外檔，並於直路初段展開衝刺。然而，於直路中段，其未有過於明顯的加速勢頭，最終無法突破之下以第九大敗。
9月以日本電視盃作為調整，比賽初段縱然其處於外檔位置起步，但仍然迅速內閃並進佔先頭位置，於第四彎道之後開始發力。進入直路後，其繼續保持過彎時候的勢頭逐步加速，但最終被前方領放的William Barows彈離之下在被外檔衝出的盈寶奇嶽超越，最終以第三完賽。
11月4日出戰日本育馬場盃經典賽，比賽初段以稍為緩慢的節奏取位，並抽出外檔位置逐步推進。通過第一次終點時，其仍然維持於外疊的位置穩步追走，並於第二圈對面直路中段開始加速發力，於最後彎道經已上前。進入直路後，其繼續於直路位置以不俗的走勢展開追擊，可惜一直被前方早已建立優勢的盈寶威新拉開下未能威脅對手，最終以4馬位差距取得第二。

### 8歲
2025年仍然現役並出戰二月錦標，比賽初段隨即墮後，保持於尾二的位置穩步推進，一直到第四彎道末段才逐步抽出外檔取位。進入直路後，其在外檔位置迅速上前加速，雖然轟出後600米35.5秒的末腳速度，但最終仍然未能追上前方賽駒，以第六的名次結束賽事。
其後前往地方出戰川崎紀念，比賽初段維持在中團遮擋位置推進，在比賽途中亦以沉穩的姿態前進，但在第二圈對面直路中後段隨即嚮應騎師濱中的指揮抽出外檔上前，在第三、四彎道經已進佔領先位置。進入直路後，其繼續其以良好的走勢沿着內欄展開加速，最終成功阻止Diktaean及旭日和國的攻勢率先衝線，取取得時隔1年9個月的勝利。
5月以平安錦標作為目標，本次比賽於漏閘下在初段選擇在內欄偏後的位置展開推進，然而沿途受到慢步速的影響，最終在直路上未能由中檔順利透出，以第七的戰績落敗。
其後原定以帝王賞作為目標，然而在賽前運輸前往大井競馬場的途中出現食道閉塞，最終因此退賽。

### 詳細賽績
| 日期       | 舉辦國家   | 馬場     | 距離   | 級別  | 賽事名稱           | 負重 | 騎師     | 馬號 | 出馬 | 名次 | 時間   | 頭馬（二馬）       |
| ---------- | ---------- | -------- | ------ | ----- | ------------------ | ---- | -------- | ---- | ---- | ---- | ------ | ------------------ |
| 5/4/2020   | 日本       | 阪神     | 泥1400 |       | 3歲未勝利          | 56   | 菱田裕二 | 13   | 16   | 5    | 1:25.9 | 偉男兒             |
| 18/4/2020  | 日本       | 福島     | 泥1700 |       | 3歲未勝利          | 56   | 菱田裕二 | 2    | 15   | 1    | 1:49.2 | （Ryugu Hayabusa） |
| 16/5/2020  | 日本       | 京都     | 泥1800 |       | 3歳一捷馬          | 56   | 松若風馬 | 5    | 16   | 10   | 1:51.5 | 旭日希冀           |
| 23/8/2020  | 日本       | 小倉     | 泥1700 |       | 3歳以上一捷馬      | 54   | 菱田裕二 | 6    | 16   | 3    | 1:43.8 | Lily Minister      |
| 6/9/2020   | 日本       | 小倉     | 泥1700 |       | 3歳以上一捷馬      | 54   | 酒井學   | 7    | 15   | 5    | 1:44.3 | Smart Ariel        |
| 26/9/2020  | 日本       | 中京     | 泥1400 |       | 3歳以上一捷馬      | 55   | 菱田裕二 | 6    | 14   | 4    | 1:24.6 | 旭日伴隨           |
| 17/10/2020 | 日本       | 京都     | 泥1400 |       | 3歳以上一捷馬      | 55   | 藤岡康太 | 3    | 16   | 1    | 1:23.3 | （T Trap）         |
| 23/1/2021  | 日本       | 小倉     | 泥1700 |       | 小倉城特別         | 56   | 西村淳也 | 16   | 16   | 1    | 1:43.6 | （Meisho Yokaze）  |
| 2/5/2021   | 日本       | 阪神     | 泥1400 |       | 天滿橋錦標         | 55   | 松若風馬 | 4    | 16   | 10   | 1:24.7 | Suzuka Festa       |
| 30/5/2021  | 日本       | 東京     | 泥1600 |       | 薫風錦標           | 57   | 横山和生 | 12   | 16   | 1    | 1:36.8 | （少女心思）       |
| 17/7/2021  | 日本       | 福島     | 泥1700 | L     | 六月錦標           | 56   | 田邊裕信 | 2    | 15   | 2    | 1:44.8 | Kenshinko          |
| 16/10/2021 | 日本       | 阪神     | 泥1800 | OP    | 太秦錦標           | 56   | 岩田康誠 | 6    | 16   | 2    | 1:51.3 | Light Warrior      |
| 7/11/2021  | 日本       | 阪神     | 泥1800 | GIII  | 京都錦標           | 56   | 濱中俊   | 3    | 16   | 1    | 1:50.8 | （Lord Bless）     |
| 5/12/2021  | 日本       | 中京     | 泥1800 | GI    | 日本冠軍盃         | 57   | 濱中俊   | 15   | 16   | 7    | 1:51.1 | 宏觀角度           |
| 27/3/2022  | 日本       | 中山     | 泥1800 | GIII  | 三月錦標           | 57   | 濱中俊   | 12   | 16   | 1    | 1:50.2 | （Kenshinko）      |
| 21/5/2022  | 日本       | 中京     | 泥1700 | GIII  | 平安錦標           | 57   | 濱中俊   | 5    | 16   | 3    | 1:57.8 | 宏觀角度           |
| 29/6/2022  | 日本       | 大井     | 泥2000 | JpnI  | 帝王賞             | 57   | 濱中俊   | 9    | 9    | 1    | 2:03.3 | （中和魔匠）       |
| 3/11/2022  | 日本       | 盛岡     | 泥2000 | JpnI  | 日本育馬場盃經典賽 | 57   | 濱中俊   | 6    | 15   | 5    | 2:03.3 | 宏觀角度           |
| 29/12/2022 | 日本       | 大井     | 泥2000 | GI    | 東京大賞典         | 57   | 濱中俊   | 5    | 14   | 3    | 2:05.8 | 盈寶奇嶽           |
| 19/2/2023  | 日本       | 東京     | 泥1600 | GI    | 二月錦標           | 58   | 濱中俊   | 6    | 16   | 3    | 1:36.2 | 清爽口味           |
| 4/6/2023   | 日本       | 船橋     | 泥1600 | JpnI  | 柏市紀念           | 57   | 濱中俊   | 2    | 13   | 1    | 1:39.3 | （Tagano Beauty）  |
| 28/6/2023  | 日本       | 大井     | 泥2000 | JpnI  | 帝王賞             | 57   | 濱中俊   | 4    | 12   | 1    | 2:01.9 | （冠威）           |
| 3/11/2023  | 日本       | 大井     | 泥2000 | JpnI  | 日本育馬場盃經典賽 | 57   | 濱中俊   | 7    | 10   | 4    | 2:06.5 | King's Sword       |
| 3/12/2023  | 日本       | 中京     | 泥1800 | GI    | 日本冠軍盃         | 58   | 濱中俊   | 2    | 15   | 5    | 1:51.3 | 清爽口味           |
| 24/2/2024  | 沙特阿拉伯 | 安都拉茲 | 泥1800 | GI    | 沙特盃             | 57   | 濱中俊   | 8    | 15   | 退賽 | 退賽   | 探查男兒           |
| 26/6/2024  | 日本       | 大井     | 泥2000 | JpnI  | 帝王賞             | 57   | 濱中俊   | 11   | 13   | 9    | 2:09.3 | King's Sword       |
| 25/9/2024  | 日本       | 船橋     | 泥1800 | JpnII | 日本電視盃         | 57   | 濱中俊   | 13   | 13   | 3    | 1:53.9 | William Barows     |
| 4/11/2024  | 日本       | 佐賀     | 泥2000 | JpnI  | 日本育馬場盃經典賽 | 57   | 濱中俊   | 11   | 3    | 2    | 2:08.8 | 盈寶威神           |
| 22/2/2025  | 日本       | 東京     | 泥1600 | GI    | 二月錦標           | 58   | 濱中俊   | 6    | 16   | 6    | 1:36.3 | 葡北佳景           |
| 9/4/2025   | 日本       | 川崎     | 泥2100 | JpnI  | 川崎紀念           | 57   | 濱中俊   | 8    | 13   | 1    | 2:18.0 | （Diktaean）       |
| 24/5/2025  | 日本       | 京都     | 泥1900 | GIII  | 平安錦標           | 59   | 濱中俊   | 4    | 1    | 7    | 1:57.8 | Outrange           |
| 2/7/2025   | 日本       | 大井     | 泥2000 | JpnI  | 帝王賞             | 57   | 濱中俊   | 9    | 13   | 退賽 | 退賽   | Mikki Fight        |

## 血統簡介
父系火焰客為美國賽駒，生涯戰績優秀，曾勝出一級賽領先錦標。祖父Pulpit亦爲美國賽駒，生涯戰績亦非常優秀，曾勝出青春無限錦標及藍草錦標。
母系Meisho Ohi為日本賽駒，生涯戰績不佳僅勝出三場賽事。外祖父曼城茶座爲日本賽駒，生涯於長距離賽事有良好表現，包括勝出菊花賞、有馬紀念及春季天皇賞等長距離賽事。

### 血統表
| 父線：西雅圖迴旋系（勇者帝王系）               |                              |               |                  |
| 種馬 火焰客 2005年（深棗色）                   | Pulpit 1994年（棗色）        | A.P. Indy     | 西雅圖迴旋       |
| 種馬 火焰客 2005年（深棗色）                   | Pulpit 1994年（棗色）        | A.P. Indy     | Weekedn Surprise |
| 種馬 火焰客 2005年（深棗色）                   | Pulpit 1994年（棗色）        | Preach        | 淘金者           |
| 種馬 火焰客 2005年（深棗色）                   | Pulpit 1994年（棗色）        | Preach        | Narrate          |
| 種馬 火焰客 2005年（深棗色）                   | Wild Vision 1998年（棗色）   | 再度狂野      | Icecapade        |
| 種馬 火焰客 2005年（深棗色）                   | Wild Vision 1998年（棗色）   | 再度狂野      | Bushel-n-Peck    |
| 種馬 火焰客 2005年（深棗色）                   | Wild Vision 1998年（棗色）   | Carols Wonder | Pass the Tab     |
| 種馬 火焰客 2005年（深棗色）                   | Wild Vision 1998年（棗色）   | Carols Wonder | Carols Christmas |
| 繁殖雌馬 Meisho Ohi 2008年（深棗色）           | 曼城茶座 1998年（棕色）      | 週日寧靜      | Halo             |
| 繁殖雌馬 Meisho Ohi 2008年（深棗色）           | 曼城茶座 1998年（棕色）      | 週日寧靜      | Wishing Well     |
| 繁殖雌馬 Meisho Ohi 2008年（深棗色）           | 曼城茶座 1998年（棕色）      | Subtle Change | Law Society      |
| 繁殖雌馬 Meisho Ohi 2008年（深棗色）           | 曼城茶座 1998年（棕色）      | Subtle Change | Santa Luciana    |
| 繁殖雌馬 Meisho Ohi 2008年（深棗色）           | Alpine Rose 1999年（深棗色） | Kris S.       | 雷弼圖           |
| 繁殖雌馬 Meisho Ohi 2008年（深棗色）           | Alpine Rose 1999年（深棗色） | Kris S.       | Sharp Queen      |
| 繁殖雌馬 Meisho Ohi 2008年（深棗色）           | Alpine Rose 1999年（深棗色） | Amizette      | Forty Niner      |
| 繁殖雌馬 Meisho Ohi 2008年（深棗色）           | Alpine Rose 1999年（深棗色） | Amizette      | Courtly Dee      |
| 雌系：Courtly Dee（號族：A4）                  |                              |               |                  |
| 五代內近親交配：淘金者 4×5、Hail to Reason 5×5 |                              |               |                  |

## 命名由來
名字中，Meisho（メイショウ）是馬主松本好雄的冠名，是其出身之兵庫縣明石市中的「明」（メイ）及姓氏松本中的「松」（ショウ）的音讀之結合，香港則將其翻譯为讀音類近，並帶有褒義的「名將」；Hario（ハリオ）是白喉針尾雨燕，香港採用「飛燕」作為翻譯。

## 外部連結
- 名將飛燕 netkeiba.com （页面存档备份，存于）
- 血統表 （页面存档备份，存于）